# Соктуй
Соктуй — населённый пункт (тип: станция), и посёлок при станции Соктуй в Борзинском районе Забайкальского края России. Входит в сельское поселение «Новоборзинское».

## География
Станция расположена на участке железной дороги Тарская — Забайкальск, перед перевалом Нерчинского хребта, в 19 км от Борзи, между селами Новоборзинское (разъезд 81, в 6 км) и Харанором (22 км), в 1 км от сельского посёлка Южное.

## История
Посёлок при станции появился при строительстве железной дороги.

## Население
| 2010 | 2021 |
| ---- | ---- |
| 60   | ↘47  |

## Инфраструктура
Путевое хозяйство. Действует железнодорожная станция Соктуй.

## Транспорт
Автомобильный и железнодорожный транспорт.